# 칸놀로

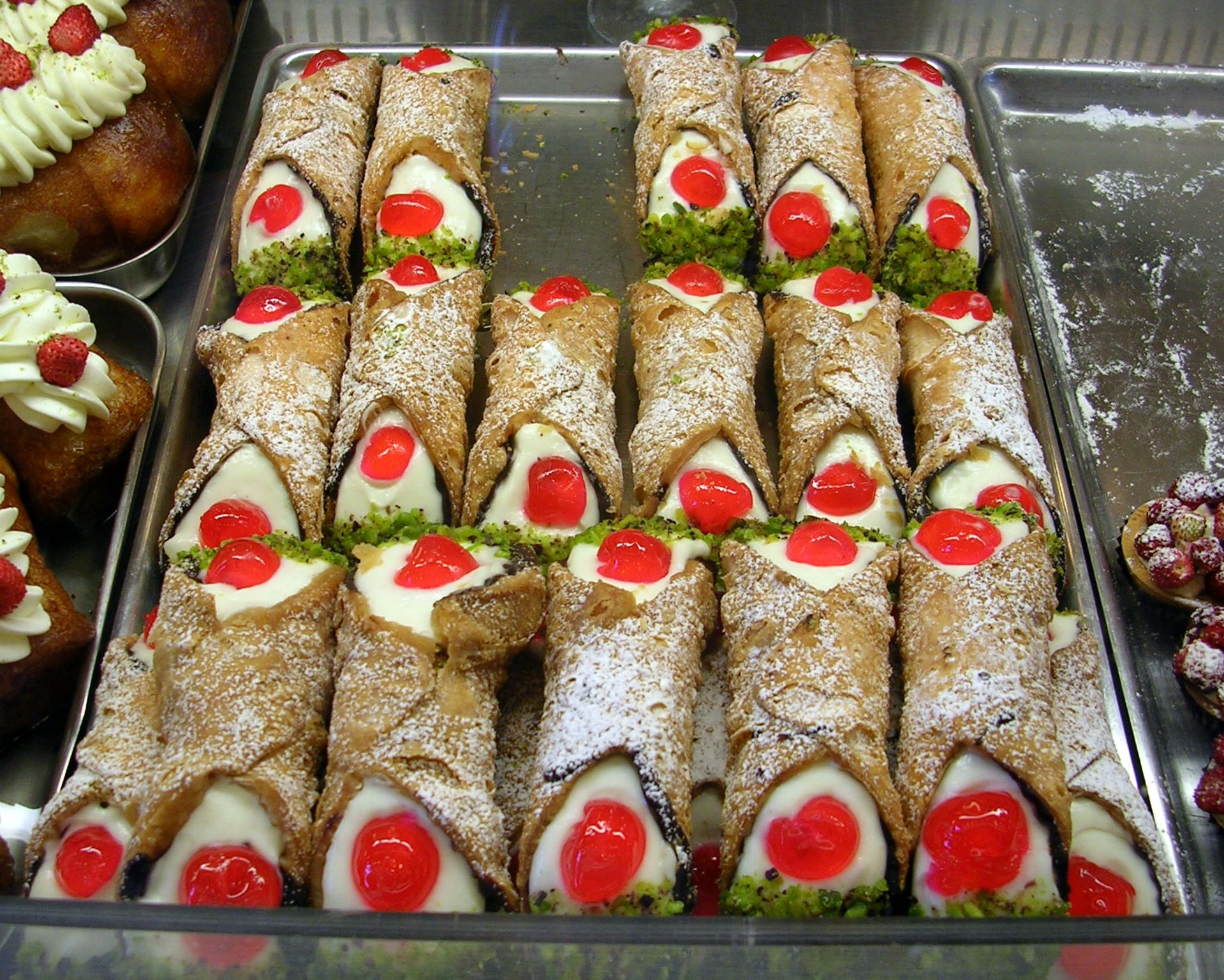
시칠리아 칸놀리

칸놀로(이탈리아어: cannolo, 복수형: cannoli 칸놀리[*], 시칠리아어: cannolu 칸놀루, 복수형: cannola 칸놀라)는 시칠리아에서 찾아볼 수 있는 후식이다. 한국어권에서는 흔히 카놀리(영어: cannoli)라고 부른다.

## 이름
‘갈대’라는 뜻의 이탈리아어·시칠리아어 ‘칸나(canna)’에 지소사를 붙여서 만든 단어이다. ‘칸나’는 라틴어로 역시 ‘갈대’를 뜻하는 ‘칸나(canna)’에서 왔다.
끝을 막아 뿔처럼 만든 것을 칸논치노(cannoncino, 복수형: cannoncini 칸논치니[*], 카논치니)라고 부른다.

## 개요
튜브 모양으로 된 빵을 튀겨서 도우로 사용하며 그 속을 크림이나 당류로 채우는데 보통은 리코타 치즈를 넣기도 한다. 사이즈는 보통 손가락 크기에서 훨씬 큰 경우도 있으며 주먹만한 크기의 경우 시칠리아의 남부에서 발견된다.
팔레르모 지역에서 유래했고 카니발 축제 때 제공되어 풍작을 기원하는 상징으로 쓰였다. 이후 이탈리아 전역으로 퍼져서 흔히 찾아볼 수 있는 후식이 됐다.
미국에서는 원래의 것과 조금 다르게 변형되어 먹는데 이는 1900년대 초 이탈리아계 이민자들이 많이 건너갔기 때문이다. 드물게는 설탕, 우유로 만든 커스터드 소스를 간단히 넣어 먹기도 한다. 크림을 만들 때에는 바닐라나 계피를 첨가하기도 하는데 체리나 시트러스 같은 과일도 도우 끝에 장식하여 먹는다.

## 사진

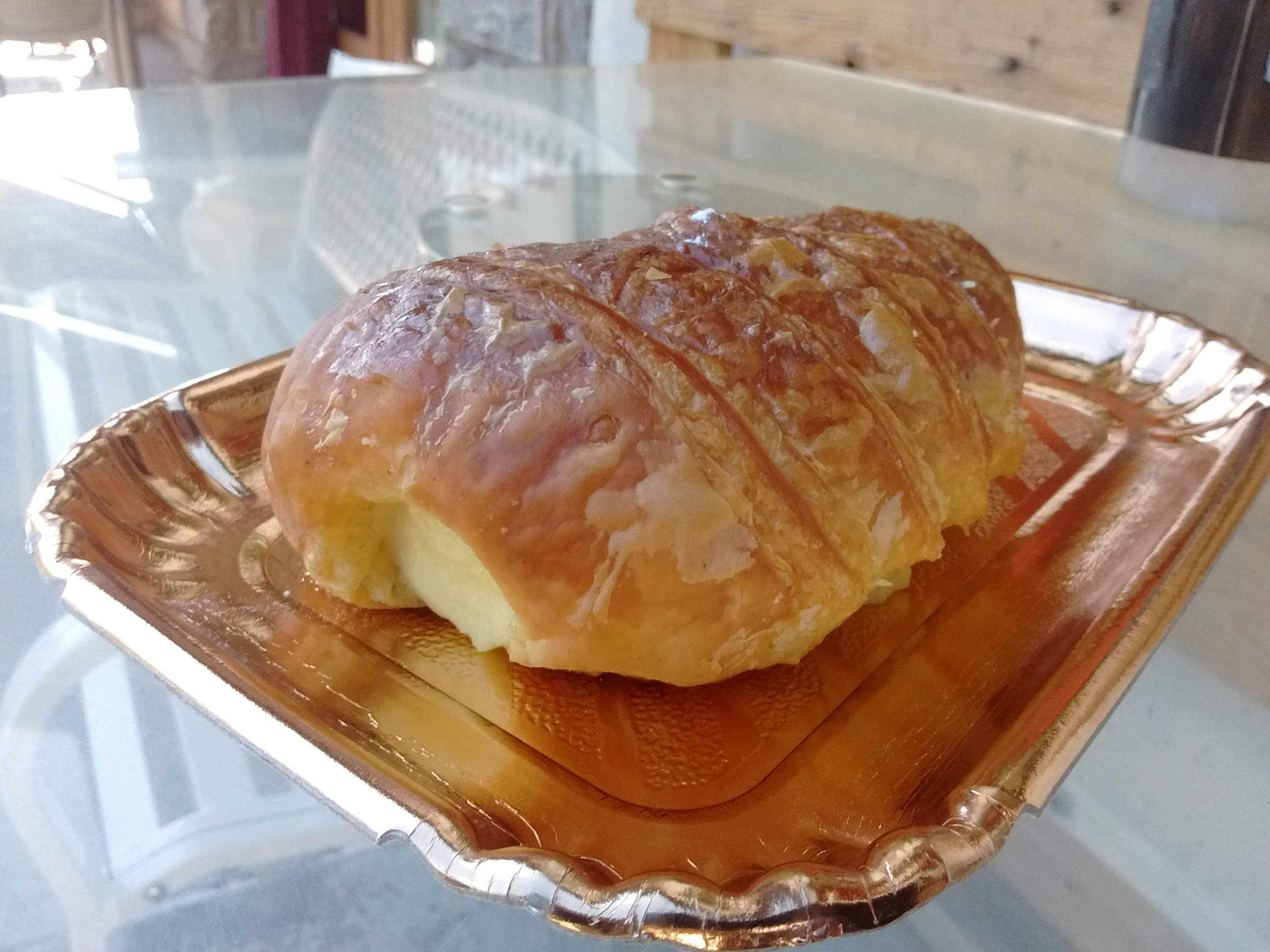
칸논치노

## 같이 보기
- 브랜디 스냅
- 카사타
- 에클레르